# خان‌محمد والا
خان‌محمد والا (به انگلیسی: Khan Muhammad Wala) یک منطقهٔ مسکونی در پاکستان است که در ناحیه سرگودها واقع شده‌است.